# Messier 30
Messier 30 (NGC 7099) é um aglomerado globular localizado na constelação de Capricornus. Foi descoberto por Charles Messier em 1764.
M30 está a uma distância de cerca de 26 000 anos-luz da Terra e é, em geral, o último objeto a ser visualizado em uma Maratona Messier, uma competição entre astrônomos amadores com o objetivo de visualizar o maior número possível de objetos Messier em apenas uma única noite.

## Descoberta e visualização
O aglomerado globular foi uma das descobertas originais do astrônomo francês Charles Messier, que o catalogou em 3 de agosto de 1764. Descreveu-o como uma nebulosa sem estrelas. Apenas 20 anos mais tarde, William Herschel, descobridor de Urano foi a primeiro a resolver suas estrelas mais brilhantes.
Suas estrelas mais brilhantes podem ser vistas com telescópios amadores de aberturas maiores que 4 polegadas. Em maratonas Messier, onde astrônomos amadores são desafiados a visualizar todos os objetos Messier em apenas uma única noite, Messier 30 geralmente é o último objeto a ser localizado, não por questões de dificuldade, mas pela programação e sua posição na esfera celeste.

## Características

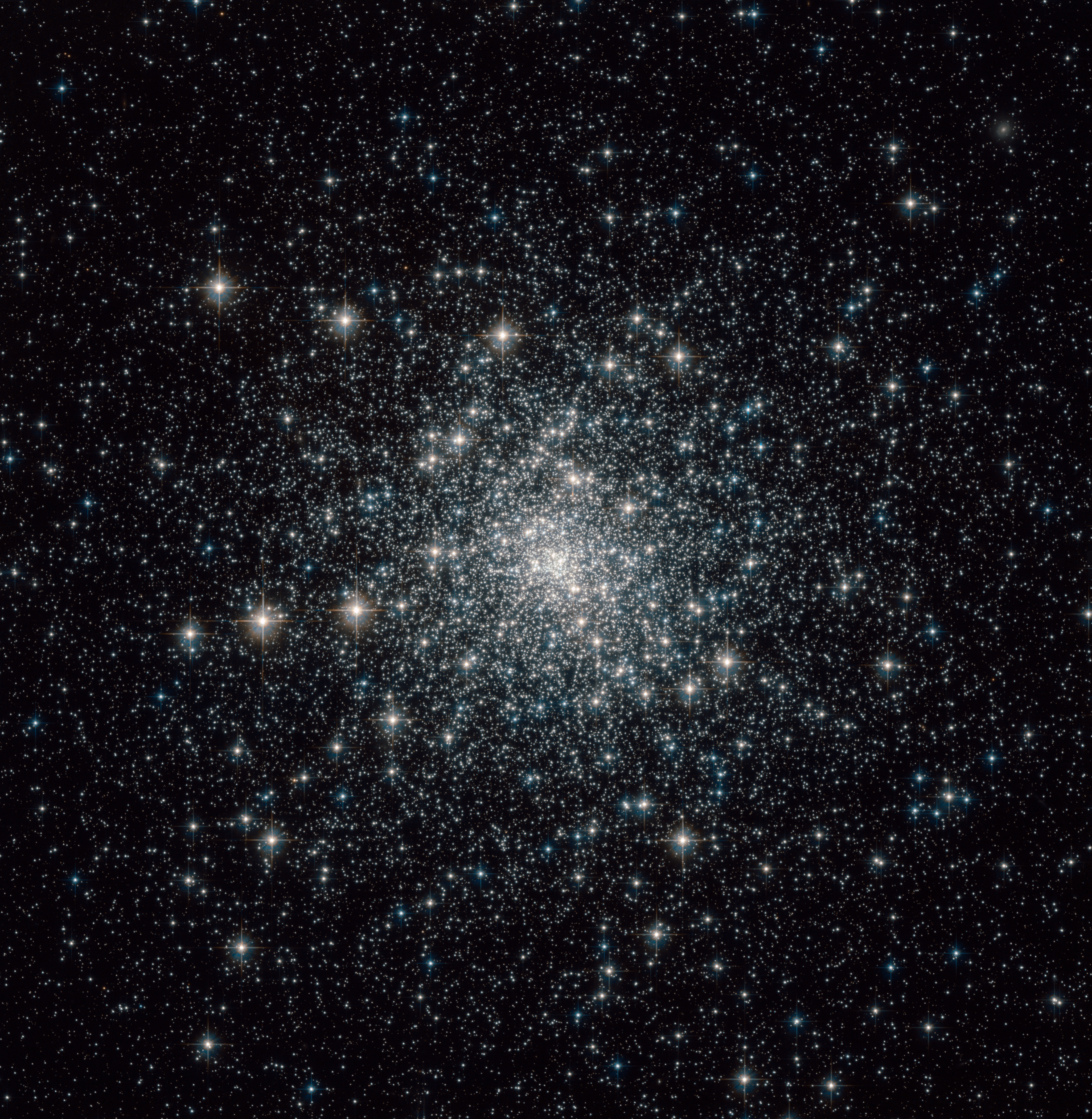
Messier 30, Telescópio Espacial Hubble

Está localizado a uma distância de 26 000 anos-luz da Terra. Tem um diâmetro aparente de 12 minutos de grau, o que corresponde a um diâmetro real de 90 anos-luz. Pertence à classe V em densidade estelar, segundo a classificação de aglomerados globulares de Harlow Shapley e Helen Sawyer Hogg. Suas estrelas mais brilhantes, gigantes vermelhas, tem magnitude aparente 12,1, embora a magnitude média de suas estrelas seja 15,1. Conhecem-se 12 estrelas variáveis pertencentes ao aglomerado. Sua classe espectral é F3 e seu índice de cor é B-V = 0,6 e está se aproximando radialmente do Sistema Solar a uma velocidade de 181,9 km/s.
O núcleo do aglomerado apresenta uma população estelar extermamente densa, que sofreu um colapso de núcleo, de modo semelhante a outros 20 dos 150 aglomerados globulares da Via-Láctea, incluindo Messier 15, Messier 70 e possivelmente Messier 62. Consequentemente, o núcleo do aglomerado tem um tamanho muito reduzido, de apenas 7,2 segundos de grau, correspondendo a um diâmetro real de 0,9 anos-luz. Seu raio de meia massa (raio que compreende metade da massa do aglomerado, a partir de seu núcleo) é de apenas 1,15 minutos de grau na esfera celeste, correspondendo a 8,7 anos-luz. Seu raio de influência gravitacional é de 139 anos-luz.
Apesar de seu núcleo altamente comprimido, quase-colisões de estrelas são reativamente raras ao analisar a quantidade de binários de raios-X. Segundo Cecilia Payne-Gaposchkin, existe uma nova anã no aglomerado, uma de apenas já descobertos em tais objetos astronômicos: os outros estão no aglomerado Messier 5 e no aglomerado NGC 6712.